# Beatificare
Procesul de beatificare este o fază în procesul de canonizare (de recunoaștere a sfințeniei) în Biserica Catolică. Acesta se desfășoară după prima fază, a Decretului asupra virtuților, când prin intercesiunea Venerabilului s-a înfăptuit o minune; cineva cere un ajutor într-o necesitate și venerabilul „răspunde” venind în ajutor cu o intervenție neexplicabilă omenește și extraordinară. Conform confesiunii catolice, acesta este semnul neîndoielnic că se află în Paradis și că poate și vrea să-i ajute pe cei de pe Pământ. Aici se analizează cu o mare prudență, făcându-se o anchetă diecezană amănunțită, al cărei rezultat se trimite Congregației pentru Cauzele Sfinților. Minunea poate fi de mai multe feluri, însă cea mai comună este vindecarea instantanee, definitivă și totală de o boală gravă, fără posibile explicații medicale. Această anchetă - o nouă "Positio" - asupra minunii trebuie făcută de o comisie de 5 medici; dacă aceștia declară că nu cunosc nici o explicație rațională și științifică asupra evenimentului, aceasta poate fi considerată ca o minune. După aceasta, o comisie de 7 teologi examinează la rândul lor presupusa minune, urmând a avea verdictul definitiv în fața comisiei episcopilor și cardinalilor a Congregației pentru Cauzele Sfinților. 
Dacă minunea este recunoscută, Venerabilul este declarat "Fericit" într-o liturghie publică solemnă de beatificare; se stabilește cu această ocazie o dată în calendarul liturgic diecezan sau al congregației religioase de care aparținea, în care se va face memoria sa. 